# 제니퍼 홀든

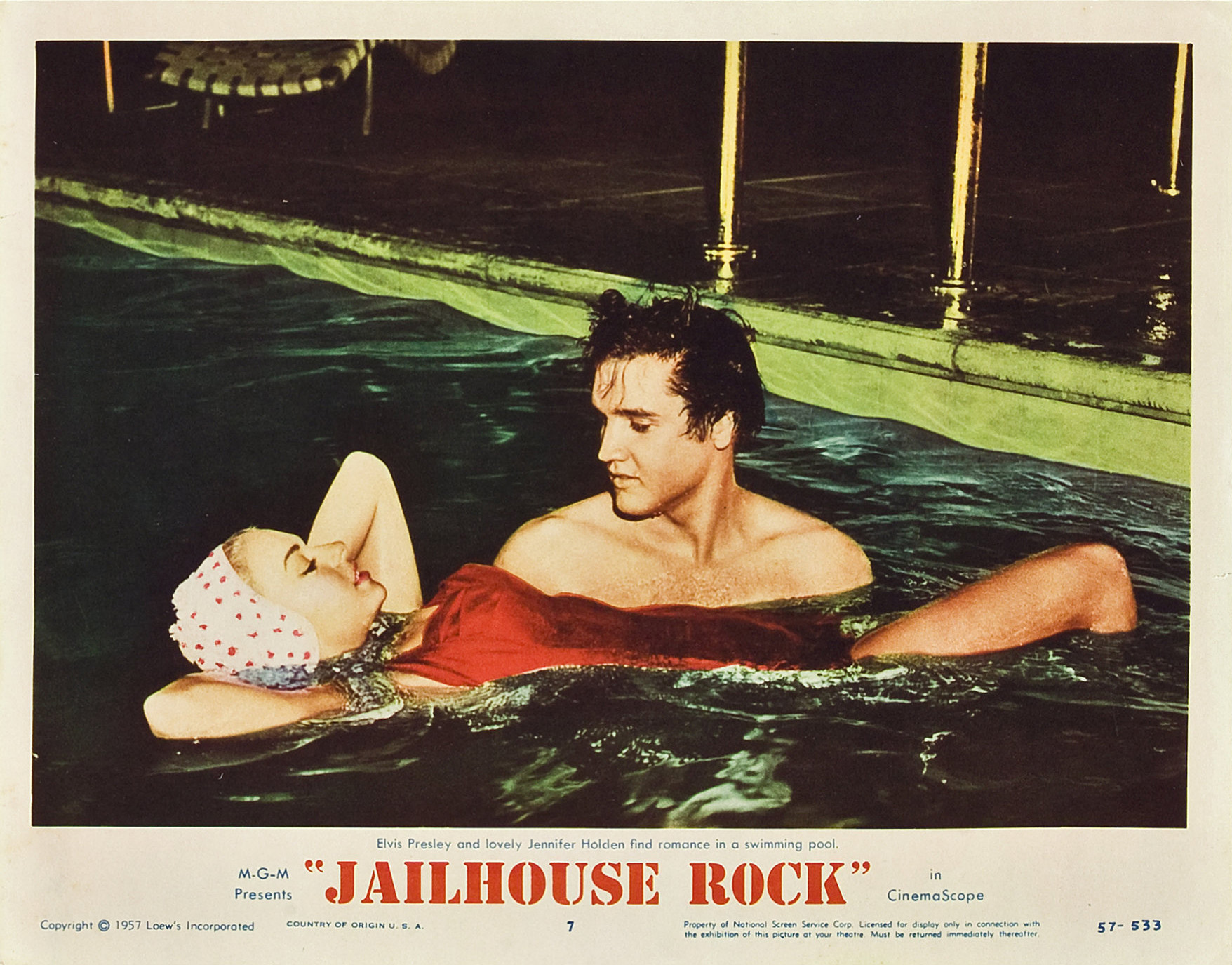
엘비스 프레슬리와 홀든의 모습 (제일하우스 록 (영화) 장면)

제니퍼 홀든(Jennifer Holden, 1936년 10월 24일 ~ )은 미국의 배우, 영화배우이다. 시카고에서 태어났다. 홀든은 제일하우스 록 (영화)에 캐스팅되기 전에 모델로 활동했다. 나중에 그녀는 로큰롤 가수가 되었다.

## 영화
- 부캐넌의 고독한 질주 (1958년)
- 감옥록 (1957년)